# Travacò Siccomario
Travacò Siccomario település Olaszországban, Lombardia régióban, Pavia megyében. Lakosainak száma 4434 fő (2023. január 1.). Travacò Siccomario Cava Manara, Linarolo, Mezzanino, Pavia, Rea, San Martino Siccomario, Valle Salimbene és Verrua Po községekkel határos.

## Népesség
A település lakossága az elmúlt években az alábbi módon változott:
| Lakosok száma | 4420 | 4404 | 4434 |
|               | 2017 | 2018 | 2023 |